# Family ~하나가 되는 것
〈Family ~하나가 되는 것〉(일본어: Family 〜ひとつになること 패밀리 ~히토츠니나루코토[*])은 KinKi Kids의 30번째 싱글이다.

## 개요
전작 〈스완송〉 이래, 약 1년 1개월 만의 싱글이다. 싱글 발매 간격은 과거 최장이 되었다.
오리콘 주간 싱글 차트(2010년 12월 13일 자)에서 제1위를 획득해, 데뷔 이래 30작 연속 선두 획득이 되어, 자신이 가지는 기네스 기록을 갱신했다.

## 수록곡

### 초회반
1. Family 〜ひとつになること / Family ~하나가 되는 것 [5:21]
작사: 도모토 쯔요시 / 작곡: 도모토 코이치 / 편곡: 요시다 켄 / 스트링 어레인지: 아사히 준
악곡은, 우선 쯔요시가 쓴 가사가 먼저 나온 후, 그 가사를 받은 코이치가 작곡했다. 또한, 코이치가 작곡할 때 〈얼마나 쯔요시의 가사를, 이미지대로 멜로디에 맞출까.〉라고 하는 것에 고생해, 요시다 켄의 어드바이스를 받으며 완성했다.
2. Tears [4:47]
작사: 도모토 코이치 / 작곡: 도모토 쯔요시 / 편곡: 이시즈카 토모키
코이치 작사, 쯔요시 작곡의 합작곡으로서는 《39》에 수록된 〈Music of Life〉 이래 약 2년만으로 3곡째가 된다. 코이치가 〈발라드에 실리게 될만한 가사는 완성하고 있었지만, 쯔요시가 가져온 곡이 펑키해서 놀랐다〉라고 말하고 있다.
3. Family 〜ひとつになること （Backing Track）
4. Tears （Backing Track）

### 통상반
1. Family 〜ひとつになること / Family ~하나가 되는 것 [4:14]
2. me 〜地球のいろ / me ~지구의 색 [4:28]
작사: 도모토 쯔요시 / 작곡: 도모토 코이치 / 편곡: 이시즈카 토모키
3. Family 〜ひとつになること （Backing Track）
4. me 〜地球のいろ （Backing Track）